# Juan VII de Nassau-Siegen
El conde Juan VII de Nassau-Siegen (7 de junio de 1561-27 de septiembre de 1623) fue Conde de Nassau en Siegen. Era el segundo hijo varón del conde Juan VI de Nassau-Dillenburg y de su esposa, Isabel de Leuchtenberg.
Juan VII fundó un colegio militar en la ciudad de Siegen, "expresamente para producir un cuerpo de oficiales para el Calvinismo".

## Familia e hijos
Se casó dos veces. La primera, contrajo matrimonio el 9 de diciembre de 1581 con la Condesa Magdalena de Waldeck, hija del Conde Felipe IV de Waldeck-Wildungen y de Jutta de Isenburg. Tuvieron los siguientes hijos:
1. Juan Ernesto (21 de octubre de 1582-16/17 de septiembre de 1617), general en el Ejército veneciano, involucrado en la guerra Uskok;
2. Conde Juan VIII de Nassau en Siegen (29 de septiembre de 1583-27 de julio de 1638)
3. Isabel (8 de noviembre de 1584-26 de julio de 1661), desposó el 18 de noviembre de 1604 al Conde Cristián de Waldeck
4. Adolfo (8 de agosto de 1586-7 de noviembre de 1608)
5. Juliana (3 de septiembre de 1587-15 de febrero de 1643), desposó el 22 de mayo de 1603 al Landgrave Mauricio de Hesse-Kassel
6. Ana María (3 de marzo de 1589-27 de febrero de 1620), desposó el 3 de febrero de 1611 al Conde Juan Adolfo de Daun
7. Juan Alberto, nacido y fallecido en 1590
8. Conde Guillermo de Nassau en Siegen (13 de agosto de 1592-17 de julio de 1642)
9. Ana Juana (3 de marzo de 1594-23 de diciembre de 1636), desposó el 19 de junio de 1619 a Johan Wolfert van Brederode
10. Federico Luis (2 de febrero de 1595-22 de abril de 1600)
11. Magdalena (23 de febrero de 1596-6 de diciembre de 1662), desposó:
  1. en agosto de 1631 a Bernardo Mauricio von Oeynhausen;
  2. el 25 de agosto de 1642 a Felipe Guillermo von Innhausen und Knypphausen
12. Juan Federico, nacido y fallecido en 1597

En segundas nupcias, contrajo matrimonio el 27 de agosto de 1603 con la Duquesa Margarita de Schleswig-Holstein-Sonderburg, hija del Duque Juan II de Schleswig-Holstein-Sonderburg y por lo tanto también una nieta de Cristián III de Dinamarca. Tuvieron los siguientes hijos:
1. Príncipe Juan Mauricio de Nassau (18 de junio de 1604-20 de diciembre de 1679)
2. Príncipe Jorge Federico Luis (23 de febrero de 1606-2 de octubre de 1674) desposó a Mauricia Leonor de Portugal, hija de Emilia de Nassau, hija de Guillermo el Taciturno y cuñada de Antonio, Prior de Crato.
3. Guillermo Otón (23 de junio de 1607-14 de agosto de 1641)
4. Luisa Cristina (8 de octubre de 1608-29 de diciembre de 1678), desposó el 4 de julio de 1627 a Philippe François de Joux dit de Watteville, Conde de Bussolin, Marqués de Conflans
5. Sofía Margarita (16 de abril de 1610-18 de mayo de 1665), desposó el 13 de enero de 1656 al Conde Jorge Ernesto de Limburg Stirum
6. Enrique (9 de agosto de 1611-7 de noviembre de 1652)
7. María Juliana (14 de agosto de 1612-21 de enero de 1665), desposó el 13 de diciembre de 1637 al Duque Francisco Enrique de Sajonia-Lauenburgo
8. Amalia de Nassau-Dillenburg (2 de septiembre de 1613-24 de agosto de 1669), desposó:
  1. el 23 de abril de 1636 a Herman Wrangel
  2. el 27 de marzo de 1649 al Conde Palatino Cristián Augusto de Sulzbach
9. Bernardo (18 de noviembre de 1614-6 de enero de 1617)
10. Cristián (16 de julio de 1616-11 de abril de 1644)
11. Catalina (1 de agosto de 1617-31 de agosto de 1645)
12. Juan Ernesto (8 de noviembre de 1618-23 de noviembre de 1639)
13. Isabel Juliana (1 de mayo de 1620-13 de mayo de 1665), desposó en 1647 al Conde Bernardo de Sayn-Wittgenstein

Juan VII y sus dos viudas están enterradas en la cripta real en Siegen.